# Битва у Білій Долині
Битва у Білій Долині (рум. Bătălia de la Valea Albă), також битва при Резбоєні (рум. Bătălia de la Războieni), битва при Валя-Альбі — битва між війська молдавського господаря Штефана III та турецького султана Мехмеда II, що відбулася біля села Резбоєнь 26 липня 1476 року. Баталія закінчилася перемогою турецького війська.

## Передумови
1470 року молдавський господар Штефан III відмовився платити османам данину. Спроба османів підкорити Молдавію у 1475 році закінчилася поразкою у битві під Васлуєм.
У червні 1476 року султан Мехмед II увійшов до Молдавії на чолі зібраного війська. Водночас зі сходу країну атакували союзники турків — кримські татари. Одні джерела стверджують, що напади кримських татар були відбиті, інші ж — що вони змогли захопити фортецю Аккерман. Сили Штефана III були розкидані по Молдавії, а він сам залишився на чолі війська від 12 до 20 тисяч, щоб протистояти основному ударові турків, водночас уникаючи зустрічі з ними, дотримуючись тактики спаленої землі.

## Хід битви
Битва відбулася 26 липня 1476 року. Молдавське військо заманило османську армію, що наступала, до лісу і підпалило його. Це призвело до значних втрат у турецькому війську. Згідно з іншим описом бою, молдавани спочатку оборонялися в лісі, ведучи постійний вогонь із ручної стрілецької зброї. Османські яничари були змушені лягти та животи на полі бою, їхній бойовий дух впав. Бачачи, що його військо зазнає поразки, султан Мехмед II разом із особистою охороною кинувся в бій. Цей вчинок підняв бойовий дух яничарів та змінив хід битви. Османи проникли всередину лісу і вступили в бій із молдаванами-захисниками.
Молдавська армія була розгромлена вщент, хоча значні втрати були в обох сторін. Літописи повідомляють, що поле бою було суцільно вкрите кістками полеглих — звідси, ймовірно, походить назва топоніму «Біле поле» (рум. Valea Albă, тур. Akdere).

## Наслідки
Після поразки Штефан III відступив на північний захід Молдавії або навіть до Польщі і почав формувати нове військо. Османи захопили значні території, проте не змогли взяти такі фортеці як Сучава, Нямц, Хотин і постійно зазнавали поодиноких молдавських нападів. Водночас вони зіткнулися з голодом та чумою.
Тим часом із Трансильванії до Молдавії вирушило військо на чолі з Іштваном V Баторі. Водночас у контратаку рушив Штефан III. Усе це змусило османів відступити. Проте 1480 року вони повторили свій похід до Молдавії.